# Ливан на зимних Олимпийских играх 1988
Ливан принимал участие в Зимних Олимпийских играх 1988 года в Калгари (Канада) в одиннадцатый раз за свою историю, но не завоевал ни одной медали. Сборная страны состояла из 4 спортсменов (все — мужчины), которые приняли участие в соревнованиях по горнолыжному спорту.